# Florian Herzog

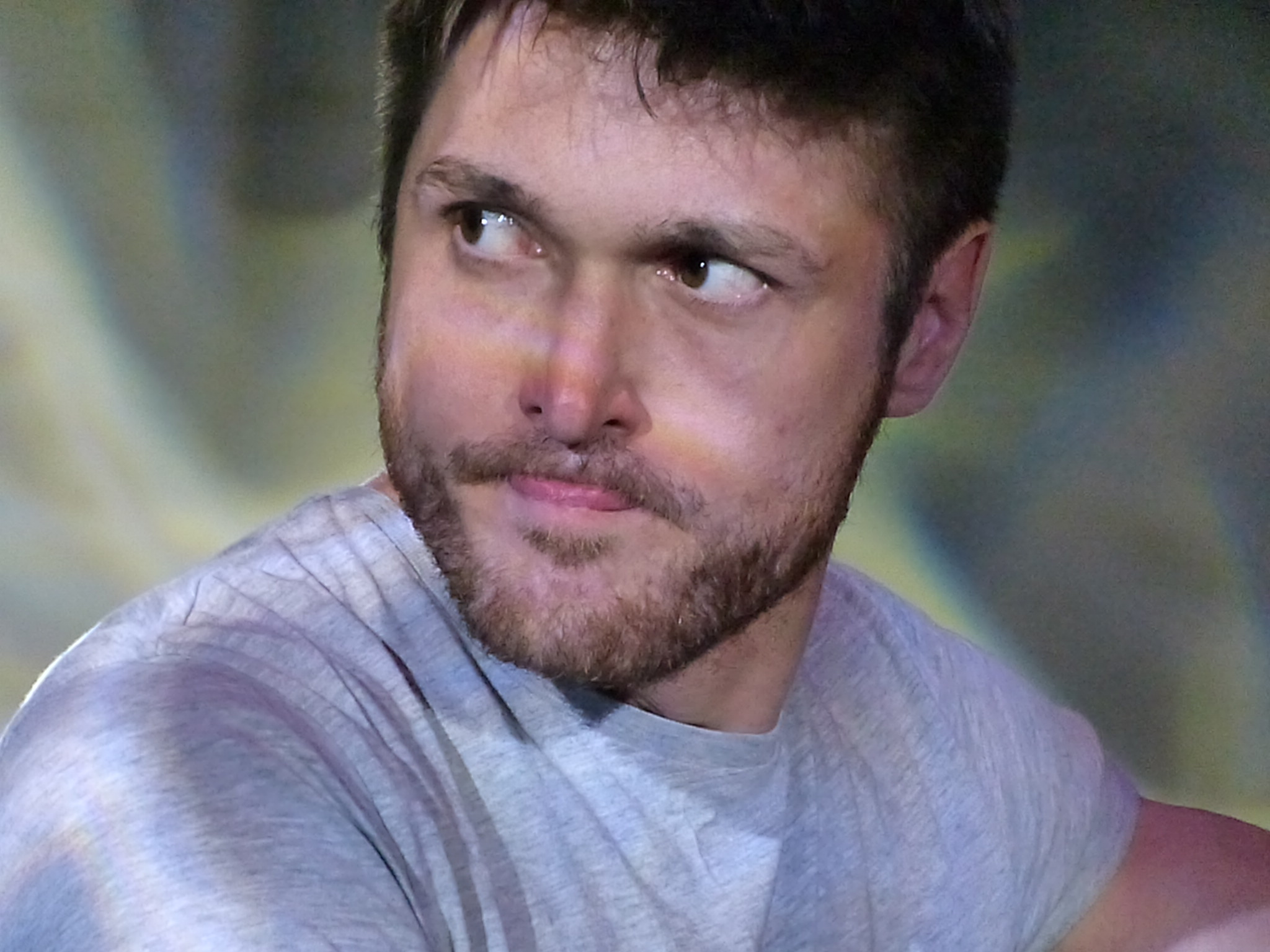
Florian Herzog 2016 im Konzert mit Janning Trumann (tb), Sebastian Büscher (ts) und Fabian Arends (dr) im ARTheater Köln

Florian Herzog (* 1989) ist ein deutscher Jazzmusiker (Kontrabass, Komposition).

## Wirken
Herzog absolvierte zunächst in Maastricht bei Philippe Aerts ein Instrumentalstudium, dann an der Hochschule für Musik und Tanz Köln bei Dietmar Fuhr und Dieter Manderscheid. Mit Janning Trumann bildete er das Duo Hermann. In den letzten Jahren arbeitete er zudem mit Jonas Burgwinkel, Michael Moore, Pablo Held, Sebastian Gramss, Christina Fuchs, Sabine Kühlich  und Thea Soti.
Mit diversen Formationen war er in den Benelux-Staaten, Frankreich Italien und Deutschland auf Tournee und trat auf dem Moers Festival, Jazz Maastricht oder Brussels Jazz Marathon auf.
2013 erhielt er ein Förderstipendium der Yehudi-Menuhin-Stiftung. 2014 gewann er den Kompositionspreis beim Jazzpreis Biberach mit seinem 2012 gegründeten Trio Turn; mit dieser Band erhielt er 2015 den Conad Jazz Award in Italien. Mit Just Another Foundry wurde er in Osnabrück mit dem Young German Jazz Award 2015 ausgezeichnet und gewann 2016 den Wettbewerb beim Tremplin Jazz Festival in Avignon und den Maastricht Jazz Award.

## Diskographische Hinweise

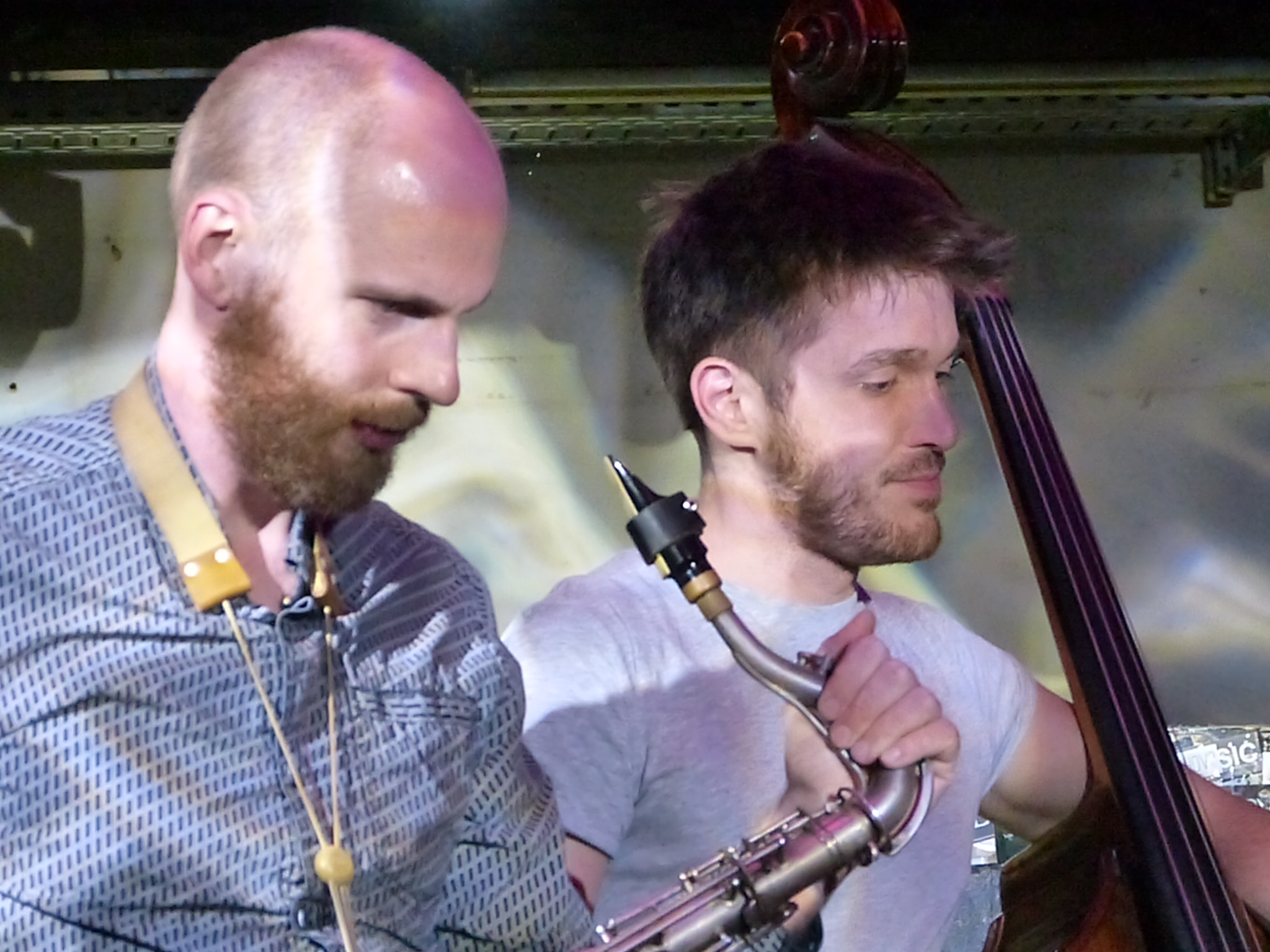
Florian Herzog und Sebastian Büscher 2016 im Konzert mit Janning Trumann und Fabian Arends im ARTheater Köln

- Florian Herzog, Janning Trumann: Hermann (JazzHausMusik 2014)
- Turn: Waiting for Fred (Double Moon Records 2016, mit Jonathan Hofmeister, Jan F. Brill; rec. 2014)[1]
- Just Another Foundry: Bouwer (Double Moon Records 2017, mit Jonas Engel, Anthony Greminger)
- Moon Tree (Klaeng Records 2022, mit Charlotte Greve, David Leon, Jeremy Viner, Gaya Feldheim Schorr, Stephen Boegehold)
- David Leon, Lesley Mok, Zekkereya El-magharbel, Florian Herzog: Current Obsession Vol. 2 (2023)
- Almost Natural (Tangible, 2023, mit Sebastian Gille, Elias Stemeseder, Leif Berger)
- Vehicle / Passenger: Live in Amsterdam (2024, mit Lesley Mok, Marc Alberto)